# Vickers R.E.P. Type Monoplane
El Vickers R.E.P. Type Monoplane fue un modelo de monoplano monomotor construido por Vickers con anterioridad al estallido de la Primera Guerra Mundial. Fue desarrollado a partir de un diseño francés del que Vickers había adquirido la licencia, construyéndose ocho aparatos.

## Diseño y desarrollo

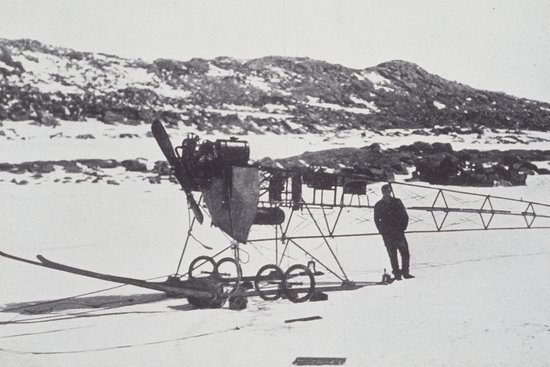
El Vickers R.E.P. en la Antártida trabajando como un aerotractor de trineos.

El 1 de enero de 1911, Vickers, Sons and Maxim (posteriormente rebautizada Vickers Limited ese mismo año) llegó a un acuerdo de licencia para construir aeronaves y motores de aviación diseñados por el francés Robert Esnault-Pelterie (de ahí la designación R.E.P.), para ser vendidos en Gran Bretaña y en su Imperio. Siguiendo el acuerdo, Vickers adquirió un monoplano R.E.P. construido en Francia para su uso en demostraciones.
El diseño fue transformado, convirtiendo las medidas del sistema métrico al imperial. El primer ejemplar fue construido en la fábrica de Vickers en Erith, Kent (ahora parte del Gran Londres), utilizando un motor y parte de un fuselaje construidos en Francia, pero con el resto de los componentes fabricados por Vickers. Realizó su primer vuelo en el nuevo aeródromo de Vickers en Joyce Green (cercano a Dartford) en julio de 1911, pilotado por el capitán Herbert F. Wood, director del departamento de aviación de Vickers.
La aeronave era un monoplano de ala semialta, con un fuselaje alto pero estrecho de tubos de acero recubiertos de tela, acomodando dos personas en tándem. Un único motor "fan" (o "semi-radial") R.E.P. de cinco cilindros refrigerado por aire y 45 kW (60 hp) de potencia movía una hélice bipala situada en el morro de la aeronave. El avión estaba dotado de un tren de aterrizaje convencional, dotado de dos ruedas y patines. Las alas estaban construidas en madera y acero, con control lateral mediante un sistema de deformación alar, operado por el piloto utilizando una palanca de mando.
Los cinco primeros monoplanos eran básicamente similares, y estaban propulsados por motores R.E.P, con el quinto dotado de un fuselaje más alto. La sexta aeronave (construida para la Competición del Avión Militar Británico de 1912) era sensiblemente diferente, con sus dos tripulantes sentados uno al lado del otro, menor envergadura alar (10,67 m contra los 14,48 m de la aeronave original), y un nuevo motor radial Viale de 52 kW (70 hp).
La séptima aeronave retomó el diseño en tándem y mayor envergadura alar de las primeras cinco aeronaves, pero reemplazó el motor R.E.P. por un motor rotativo Gnome de 75 kW (100 hp), mientras que el octavo y último ejemplar era similar a la sexta aeronave, pero con un motor rotativo Gnome de 70-80 hp.

## Historia operacional

### Gran Bretaña
Su función más importante fue servir como aparato de entrenamiento en la Escuela de Vuelo de Vickers establecida en Brooklands, Surrey, en 1912. Incluso para esta función se mostró escaso de potencia, siendo difícil de volar al carecer de estabilidad inherente.

### Antártida
El segundo monoplano fue vendido al explorador australiano Douglas Mawson para la Expedición Antártica Australiana de 1911. Quedó seriamente averiado tras un accidentado aterrizaje en Adelaida en octubre de 1911. Aun así, fue llevado a la Antártida sin sus alas para ser utilizado como trineo aerotractor. Desgraciadamente, se pudo comprobar que las bajas temperaturas solidificaban el aceite lubricante, agarrotando el motor. El fuselaje fue abandonado en el cabo Denison (punto de partida de la expedición), con partes de la aeronave que han sido redescubiertas en 2010.

## Especificaciones (N.° 1 al 3)
Referencia datos: Vickers Aircraft since 1908

### Características generales
- Tripulación: Dos (piloto y copiloto)
- Longitud: 11,1 m (36,4 ft)
- Envergadura: 14,5 m (47,5 ft)
- Superficie alar: 27 m² (290,6 ft²)
- Peso vacío: 454 kg (1000,6 lb)
- Peso cargado: 586 kg (1291,5 lb)
- Planta motriz: 1× motor radial de cinco cilindros refrigerado por aire R.E.P.
  - Potencia: 45 kW (62 HP; 61 CV)
- Hélices: Bipala de paso fijo

### Rendimiento
- Velocidad máxima operativa (Vno): 90 km/h (56 MPH; 49 kt)